# 1834
| [ Edytuj tabelę ]                                   | |
| Król Polski (tytularny)                             | - 1831 Mikołaj I Romanow 1855 |
| Emir Afganistanu                                    | - 1818 Al-Rajuo Ballaha 1842 |
| Współksiążęta Andory                                | - 1827 Simó Rojas de Guardiola y Hortoneda 1851 - 1830 Ludwik Filip I 1848                                                                   |
| Prezydent Argentyny                                 | - 1833 Juan Jose Viamonte 1834 - 1834 Manuel Vicente Maza 1835                                                                               |
| Cesarz Austrii                                      | - 1804 Franciszek II Habsburg 1835 |
| Król Bawarii                                        | - 1825 Ludwik I 1848 |
| Król Belgów                                         | - 1831 Leopold I 1865 |
| Premier Belgii                                      | - 1832 Charles Rogier 1834 - 1834 Barthélemy Théodor de Theux de Meylandt 1840                                                               |
| Prezydent Boliwii                                   | - 1829 Andrés de Santa Cruz 1839 |
| Cesarz Brazylii                                     | - 1831 Pedro II 1889 |
| Sułtan Brunei                                       | - 1829 Omar Ali Saifuddin II 1852 |
| Prezydent Chile                                     | - 1831 José Joaquín Prieto 1841 |
| Cesarz Chin                                         | - 1820 Daoguang 1850 |
| Król Czech                                          | - 1792 Franciszek II Habsburg 1835 |
| Król Danii                                          | - 1808 Fryderyk VI 1839 |
| Dalajlama                                           | - 1816 Cultrim Gjaco 1837 |
| Władca Egiptu                                       | - 1805 Muhammad Ali 1848 |
| Prezydent Ekwadoru                                  | - 1830 Juan José Flores 1834 - 1834 Vicente Rocafuerte 1839                                                                                  |
| Premier Francji                                     | - 1832 Nicolas Jean de Dieu Soult 1834 - 1834 Étienne Maurice Gérard 1834 - 1834 Hugues Maret 1834 - 1834 Édouard Mortier 1835               |
| Król Francji                                        | - 1830 Ludwik Filip I 1848 |
| Król Grecji                                         | - 1831 Otton I 1862 |
| Prezydent Haiti                                     | - 1818 Jean-Pierre Boyer 1843 |
| Król Hawajów                                        | - 1824 Kamehameha III 1854 |
| Król Hiszpanii                                      | - 1833 Izabela II 1868 |
| Król Holandii                                       | - 1815 Wilhelm I 1840 |
| Szach Iranu                                         | - 1797 Fath Ali Szah 1834 - 1834 Mohammad Szah 1848                                                                                          |
| Państwo Wielkich Mogołów                            | - 1806 Akbar Szah II 1837 |
| Król Irlandii                                       | - 1830 Wilhelm IV Hanowerski 1837 |
| Cesarz Japonii                                      | - 1817 Ninkō 1846 |
| Kalif                                               | - 1808 Mahmud II 1839 |
| Prezydent Kolumbii                                  | - 1832 Francisco de Paula Santander 1837 |
| Patriarcha Konstantynopola                          | - 1830 Konstancjusz I 1834 - 1834 Konstancjusz II 1835                                                                                       |
| Władca Korei                                        | - 1800 Sunjo 1834 - 1834 Hŏnjong 1849 |
| Emir Kuwejtu                                        | - 1814 Dżabir I 1859 |
| Książę Liechtensteinu                               | - 1805 Jan I 1836 |
| Wielki książę Luksemburga                           | - 1815 Wilhelm I 1840 |
| Sułtan Maroka                                       | - 1822 Abd ar-Rahman 1859 |
| Prezydent Meksyku                                   | - 1833 Antonio López de Santa Anna 1835 |
| Książę Monako                                       | - 1819 Honoriusz V 1841 |
| Król Nepalu                                         | - 1816 Rajendra 1847 |
| Premier Nepalu                                      | - 1806 Bhimsen Thapa 1837 |
| Król Norwegii                                       | - 1818 Karol III Jan 1844 |
| Sułtan Omanu                                        | - 1807 Sa’id ibn Sultan 1856 |
| Papież                                              | - 1831 Grzegorz XVI 1846 |
| Konsul Paragwaju                                    | - 1814 José Gaspar Rodríguez de Francia 1840                                                                                                 |
| Książę Parmy i Piacenzy                             | - 1814 Maria Ludwika 1847 |
| Prezydent Peru                                      | - 1834 Pedro Pablo Bermúdez 1834 - 1834 Luis José de Orbegoso 1835                                                                           |
| Król Portugalii                                     | - 1828 Michał 1834 - 1834 Maria II 1853 |
| Król Prus                                           | - 1797 Fryderyk Wilhelm III 1840 |
| Car Rosji                                           | - 1825 Mikołaj I 1855 |
| Król Saksonii                                       | - 1827 Antoni Wettyn 1836 |
| Kapitanowie Regenci San Marino                      | - 1833 Luigi Giannini Vincenzo Braschi 1834 - 1834 Lodovico Belluzzi Francesco Guidi Giangi 1834 - 1834 Giuliano Malpeli Pietro Tassini 1835 |
| Książę Serbii                                       | - 1815 Miłosz I Obrenowić 1839 |
| Król Sardynii                                       | - 1831 Karol Albert 1849 |
| Król Szwecji                                        | - 1818 Karol XIV Jan 1844 |
| Król Tajlandii                                      | - 1824 Rama III 1851 |
| Sułtan Turków                                       | - 1808 Mahmud II 1839 |
| Prezydent Urugwaju                                  | - 1830 Fructuoso Rivera 1834 - 1834 Carlos Anaya (p.o.) 1835                                                                                 |
| Prezydent USA                                       | - 1829 Andrew Jackson 1837 |
| Prezydent Wenezueli                                 | - 1830 José Antonio Páez 1835 |
| Król Węgier                                         | - 1792 Franciszek 1835 |
| Monarcha Wielkiej Brytanii                          | - 1830 Wilhelm IV 1837 |
| Premier Wielkiej Brytanii                           | - 1830 Charles Grey 1834 - 1834 William Lamb 1834 - 1834 Arthur Wellesley 1834 - 1834 Robert Peel 1835                                       |
| Cesarz Wietnamu                                     | - 1820 Minh Mạng 1841 |
| Prezydent Zjednoczonych Prowincji Ameryki Środkowej | - 1830 Francisco Morazán 1839 |

Rok 1834 / MDCCCXXXIV
stulecia: XVIII wiek ~
XIX wiek ~
XX wiek

dziesięciolecia:
1800–1809 •
1810–1819 •
1820–1829 •
1830–1839
• 1840–1849
• 1850–1859
• 1860–1869

lata: 1824 «
1829 «
1830 «
1831 «
1832 «
1833 «
1834
» 1835
» 1836
» 1837
» 1838
» 1839
» 1844

## Wydarzenia w Polsce
- 13 lutego – Adam Mickiewicz ukończył pisanie obszernego utworu pt. Pan Tadeusz, o czym następnego dnia doniósł Odyńcowi słowami: „Więc skończyłem wczora właśnie. Pieśni ogromnych dwanaście!”
- 17 lutego – we Lwowie miała miejsce prapremiera Zemsty Aleksandra Fredry z udziałem Jana Nepomucena Nowakowskiego (w roli Cześnika) oraz Witalisa Smochowskiego (jako Rejent).
- 4 maja – oficjalne otwarcie Cytadeli Warszawskiej.
- 15 maja – rozwiązał się Komitet Narodowy Polski i Ziem Zabranych.
- 17 czerwca – w Paryżu ukazał się pierwodruk Pana Tadeusza Adama Mickiewicza.
- 7 lipca – pożar w Pile strawił około 200 domów i ratusz wraz z archiwum miejskim.
- 22 lipca – Adam Mickiewicz ożenił się z Celiną Szymanowską.
- 1 sierpnia – senat Wolnego Miasta Krakowa zabronił wypasu bydła na Plantach.

## Wydarzenia na świecie
- 1 stycznia – utworzono Niemiecki Związek Celny.
- 4 marca – we Włoszech zostało założone zgromadzenie zakonne Adoratorek Krwi Chrystusa.
- 6 marca – Toronto otrzymało prawa miejskie.
- 12 kwietnia – w Bernie została założona międzynarodowa organizacja rewolucyjna Młoda Europa.
- 14 kwietnia – powstanie w Paryżu: wojsko dokonało masakry kilkudziesięciu mieszkańców kamienicy przy ulicy Transnonain niebiorących udziału w zamieszkach.
- 15 kwietnia – wojsko brutalnie stłumiło II powstanie tkaczy w Lyonie.
- 9 maja – przyjęto herb Kolumbii.
- 12 maja – w Bernie powstała tajna organizacja republikańsko-demokratyczna „Młoda Polska”, jej założycielem był Joachim Lelewel.
- 26 maja – samozwańczy król Portugalii Michał I został zmuszony do abdykacji, a na tron powróciła Maria II.
- 21 czerwca – Amerykanin Cyrus Hall McCormick opatentował żniwiarkę.
- 26 lipca – otwarto most Louis Philippe w Paryżu.
- 1 sierpnia – na terenie całego imperium brytyjskiego zniesiono niewolnictwo.
- 14 października – opatentowanie maszyny do siania kukurydzy.
- 16 października – spłonął Pałac Westminsterski, siedziba brytyjskiego parlamentu.
- 10 grudnia – w Wielkiej Brytanii powstał pierwszy rząd Roberta Peela.
- 18 grudnia – premier Robert Peel opublikował Manifest z Tamworth na postulatach którego opiera się program brytyjskiej Partii Konserwatywnej.
- 21 grudnia – w praskim Teatrze Stanowym odbyła się premiera śpiewogry Fidlovačka, gdzie po raz pierwszy wykonano pieśń Kde domov můj?, dzisiejszy hymn Czech.
- W USA powstała Partia Wigów.
- Johann Still z kilkoma towarzyszami zdobył Gerlach (2655 m n.p.m.).

## Urodzili się
- 30 stycznia – Wołodymyr Antonowycz, ukraiński historyk, archeolog, etnograf, działacz społeczny pochodzenia polskiego (zm. 1908)
- 8 lutego – Dmitrij Mendelejew, rosyjski chemik, twórca układu okresowego pierwiastków (zm. 1907)
- 26 lutego - Aleksander Zarzycki, polski pianista, kompozytor, dyrygent (zm. 1895)
- 14 marca – Theodor Sixt, niemiecki przedsiębiorca, działacz społeczny i filantrop (zm. 1897)
- 15 marca:
  - Jakub Cusmano, włoski zakonnik, błogosławiony katolicki (zm. 1888)
  - Arthur O’Leary, irlandzki kompozytor, pianista i pedagog (zm. 1919)
- 17 marca – Gottlieb Daimler, niemiecki konstruktor (zm. 1900)
- 19 marca – Józef Hauke-Bosak, polski hrabia, generał broni, uczestnik powstania styczniowego (zm. 1871)
- 24 marca – William Morris, angielski malarz, rysownik, architekt, projektant, pisarz i poeta (zm. 1896)
- 4 kwietnia - Helena Karolina Wittelsbach, księżna Thurn und Taxis (zm. 1890)
- 5 kwietnia – Prentice Mulford, amerykański pisarz, humanista (zm. 1891)
- 9 kwietnia – Edmond Nicolas Laguerre, matematyk francuski (zm. 1886)
- 16 kwietnia - Włodzimierz Czacki, polski kardynał (zm. 1888)
- 2 maja – Wilhelm Mauser, niemiecki, konstruktor broni palnej (zm. 1882)
- 16 maja – Maria Teresa de Soubiran, francuska zakonnica, założycielka Zgromadzenia Maryi Wspomożycielki, błogosławiona katolicka (zm. 1889)
- 30 czerwca – María del Carmen od Dzieciątka Jezus, hiszpańska zakonnica, załóożycielka Franciszkanek Najświętszego Serca, błogosławiona katolicka (zm. 1899)
- 13 lipca – Józef Grekowicz, polski pułkownik, dowódca w powstaniu styczniowym, naczelnik sił zbrojnych województwa krakowskiego (zm. 1912)
- 14 lipca – Theodor Haase, pastor ewangelicki, wydawca prasy, austriacki polityk (zm. 1909)
- 19 lipca – Edgar Degas, francuski malarz, grafik i rzeźbiarz (zm. 1917)
- 9 września – Mieczysław Gwalbert Pawlikowski, pisarz, dziennikarz, działacz polityczny, taternik (zm. 1903)
- 10 października – Aleksis Kivi, fiński pisarz (zm. 1872)
- 12 października - Amalia del Pilar Burbon, infantka hiszpańska (zm. 1905)
- 19 października – Ferdynand Radziwiłł, książę, polski polityk (zm. 1926)
- 21 listopada – Hetty Green, amerykańska milionerka, powszechnie uznawana za symbol skąpstwa (zm. 1916)
- 15 grudnia – Charles Augustus Young(inne języki), amerykański astronom (zm. 1908)

- data dzienna nieznana: 
  - Marek Ji Tianxiang, chiński męczennik, święty katolicki (zm. 1900)

## Zmarli
- 13 maja – Andrzej Hubert Fournet, francuski ksiądz, święty katolicki (ur. 1752)
- 17 maja – Piotr Liu Wenyuan, chiński męczennik, święty katolicki (ur. 1760)
- 20 maja – Marie Joseph de La Fayette, francuski wojskowy i polityk, uczestnik wojny o niepodległość Stanów Zjednoczonych (ur. 1757)
- 25 lipca – Samuel Taylor Coleridge, angielski poeta (ur. 1772)
- 17 sierpnia – Leopoldyna Naudet, założycielka Sióstr od Świętej Rodziny, błogosławiona katolicka (ur. 1773)
- 31 sierpnia – Karl Ludwig Harding, niemiecki astronom (ur. 1765)
- 24 września – Piotr I, cesarz Brazylii i król Portugalii (Piotr IV) (ur. 1798)
- 20 grudnia – Maurycy Mochnacki, polski działacz i publicysta polityczny, uczestnik powstania listopadowego (ur. 1803)
- 23 grudnia – Thomas Malthus, angielski ekonomista, duchowny anglikański (ur. 1766)

## Święta ruchome
- Tłusty czwartek: 6 lutego
- Ostatki: 11 lutego
- Popielec: 12 lutego
- Niedziela Palmowa: 23 marca
- Wielki Czwartek: 27 marca
- Wielki Piątek: 28 marca
- Wielka Sobota: 29 marca
- Wielkanoc: 30 marca
- Poniedziałek Wielkanocny: 31 marca

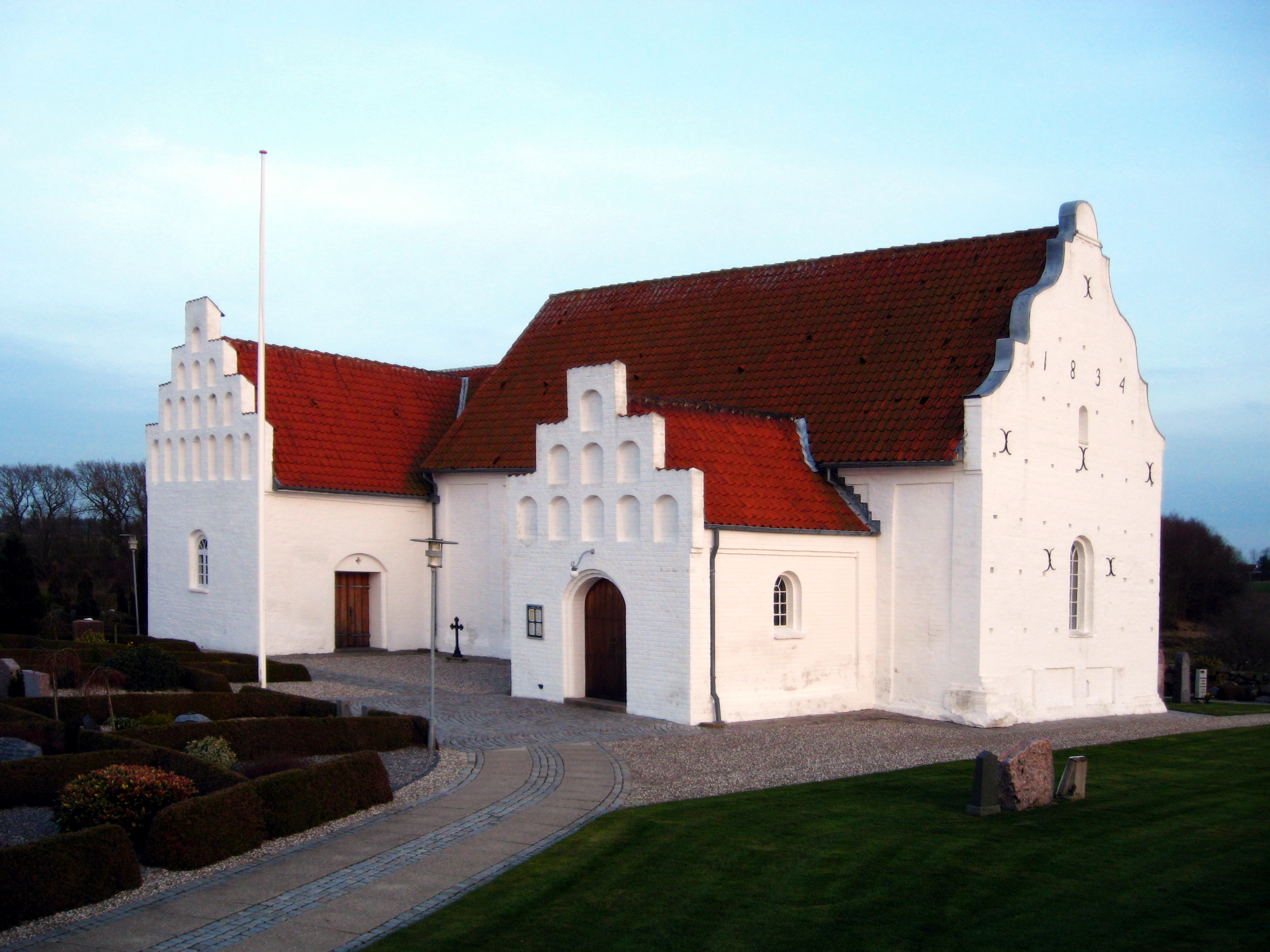
Zbudowany w 1834 kościół w Mygdal w płn. Danii

- Wniebowstąpienie Pańskie: 8 maja
- Zesłanie Ducha Świętego: 18 maja
- Boże Ciało: 29 maja